# Lichner Pál
Lichner Pál (Modor, 1818. december 12. – Pozsony, 1884. november 4.) magyar filológus, pedagógus, az MTA levelező tagja (1859).

## Életpályája
Gimnáziumi tanulmányait szülővárosában végezte, a bölcseletieket Pápán a református kollégiumban, a teológiát pedig a Pozsonyi Evangélikus Líceumban. A hitjelölti szigorlat után másfél évig magánszorgalom útján főleg a klasszika-filológiával foglalkozott; azután külföldre ment és a lipcsei egyetemen Hermann G., Haupt, Klotz, Westermann filológusoknak, valamint Wiener exegetának előadásait hallgatta. Ugyanott a hungarikumokban gazdag Pölitz-féle könyvtár alkalmat szolgáltatott neki a hazai történelem kútforrásainak tanulmányozására. Később Grimm és Heine tanítványa lett. Lipcséből Göttingenba ment, ahol teológiai tanulmányait Gieseler, Köllner, Lücke és Reichter, a filológiát pedig Leutsch és Schneidewien vezetése alatt folytatta. Tanári pályára készülvén, a tanítás művészetét szemléletileg óhajtotta elsajátítani; e célból a Lipcsében mintaszerűleg vezetett Thomasschuleban szorgalmasan hospitált. Legtöbbet azonban e téren Karl Ranke gimnáziumi igazgatóval előbb Göttingenben, utóbb Berlinben folytatott érintkezésének köszönhetett. Hazájába visszatérve a pozsonyi líceum felsőbb osztályaiban, egyelőre fizetés nélkül, a görög nyelvet oly sikerrel tanította, hogy a pozsonyi egyház őt 1843. április 3-án rendkívüli tanári címmel ruházta fel, mellyel azonban fizetés nem járt; 1845. június 13-án pedig rendkívüli tanárnak és egyúttal második könyvtárnoknak választotta 300 ezüst forint évi díjjal. Ugyanez évben a protestáns iskolák számára megállapítandó tanterv érdekében Zay-Ugrócon tartott tanárgyűlésben tevékeny részt vett. 1852. szeptember 5-én a pozsonyi egyház rendes tanárának választotta meg; 1861-68-ban a líceum igazgatója volt. 1859. december 16-án a Magyar Tudományos Akadémia levelező tagjává választotta. (1861. január 28-án Szenczi Molnár Albert magyar nyelvészről székfoglaló értekezésének töredékeit a titkár olvasta fel; ezek azonban nem jelentek meg.) A tanári pályáról, melynek hűséges betöltését koronként kínos betegsége következtében csakis törhetetlen lelki erejével párosult tántoríthatatlan kötelesség-érzete tette lehetővé, végül 1880 augusztusában kénytelen volt lemondani.
Magyar nyelven Lichner írta az első görög nyelvtant (Hellen nyelvtan, Pozsony 1853; ehhez: Hellen gyakorlókönyv, ugyanott), amelyet több főiskolában használtak is. Michnay Endre tanárral együtt 1854-ben magyar és német nyelven kiadta, előszóval és magyarázatokkal ellátta Buda városának törvénykönyvét 1244-1421, amelynek a kéziratát a pozsonyi főiskola könyvtárában fedezte fel. Írt számos értekezést és tanulmányt is; köztük fontos: Szabó István magyar Homerosáról (pozs. főisk. értes. 1853-54.)

## Művei
- Hellen nyelvtan elemei. Pozsony, 1842. (2. átdolg. kiadás. Uo. 1853. Ism. P. Napló 1028., 1065. sz.)
- Hellen olvasókönyv magyarázó szótárral. Uo. 1844. Két rész.
- Buda városának törvénykönyve 1244-1421. Ofner Stadtrecht. Erläutert und herausgegeben von Andreas Michnay und ... Uo. 1845. (A szerzők az ó-német szöveget magyar czímmel és előszóval látták el; végül pedig kimerítő ó-német szótárt toldottak hozzá. Ism. Budapesti Hiradó 1846. 418. sz. Az eredeti codex a pozsonyi ág. ev. lyceum könyvtárában van.)
- Hellen gyakorlókönyv. Uo. 1854.
- Johann Pogners's Verzeichniss über den Bau der evang. Kirche in Pressburg 1636-1683, und Johann Liebergott's Tagebuch von den Verfolgungen der evang. Bibliothek mit Urkunden herausgegeben. Uo. 1861. (Annales Evangelicorum in Hungaria I.)
- Micae historico-chronologicae evangelico-pannonicae σκιαγραϕικϖς collectae et adumbratae opella Johannis Burii laureati poetae ... anno vero Christi 1685 et in sequentibus in ordine redigi coeptae. Ex autographo Posoniensi. Uo. 1864.